# Klooster Kovilj

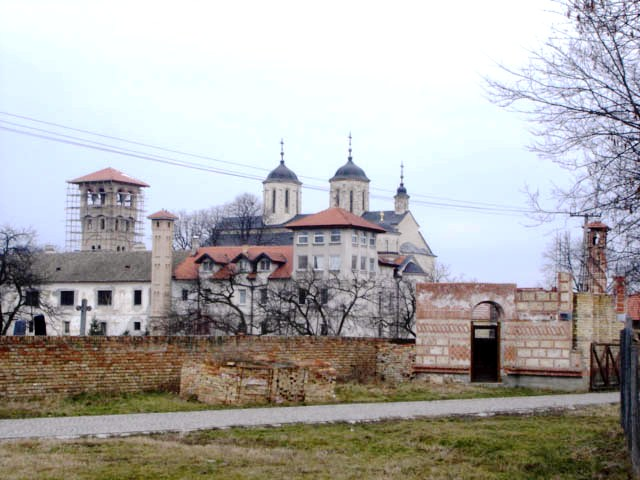
Klooster Kovilj

Het Klooster Kovilj (Servisch: Манастир Ковиљ, Manastir Kovilj) is een Servisch-orthodox klooster gelegen in de regio Bačka in de noordelijke Servische autonome provincie Vojvodina. Het ligt in de gemeente Novi Sad. Het klooster werd gerenoveerd van 1705 tot 1707. Volgens traditie werd het klooster gesticht door de eerste Servische aartsbisschop, de heilige Sava, in de 13de eeuw.